# Nikanor (patriarcha Aleksandrii)
Nikanor (ur. 1790, zm. 1869) – prawosławny (grecki) patriarcha Aleksandrii w latach 1866–1869.

## Życiorys
Urodził się w Wolosie. Pełnił funkcję archimandryty w prawosławnym patriarchacie aleksandryjskim. Pod koniec 1850 roku został wyświęcony na metropolitę Tebaidy.
Po śmierci patriarchy Jakuba 30 grudnia 1865 roku zdecydowano się wybrać nowego patriarchę w Egipcie bez udziału Patriarchatu Konstantynopola, który wcześniej mianował patriarchów Aleksandrii. 14 stycznia 1866 roku Nikanor został mianowany Papieżem-Patriarchą Aleksandrii i całej Afrykii.
Trudna sytuacja spowodowana wewnętrznymi problemami patriarchatu doprowadziła go do bezprecedensowej decyzji – uznał archimandrytę Eugeniusza za „zastępcę i następcę”, a sam udał się do monasteru św. Sawy Storożewskiego. Doprowadziło to do poważnego konfliktu wewnętrznego w Kościele Aleksandrii, a ostatecznie do rezygnacji Nikanora z tronu patriarchy 19 marca 1869.
Zmarł 25 lub 27 grudnia 1869 roku.